# BA-64
El BA-64 (БА-64; acrónimo en ruso de Bronirovaniy Avtomobil, automóvil blindado) era un automóvil blindado soviético. Construido a partir del chasis de un GAZ-64 o GAZ-67, incorporaba una carrocería ligeramente diseñada según la del SdKfz 221. El BA-64 fue producido entre julio y noviembre de 1941 para reemplazar al BA-20 que en aquel entonces estaba en servicio con las unidades de automóviles blindados del Ejército Rojo. Barato y sumamente fiable, pasaría a ser el más común vehículo de combate de infantería soviético sobre ruedas empleado durante la Segunda Guerra Mundial, con más de 9.000 unidades fabricadas antes del cese de su producción.
El BA-64 representó un importante parteaguas tecnológico en los automóviles blindados soviéticos, ya que su carrocería con múltiples facetas y ángulos le ofrecía a su tripulación una mejor protección ante disparos de armas ligeras y esquirlas que la del BA-20. También tenía una mayor relación potencia/peso y la ubicación de sus ruedas en las esquinas del chasis resultó en una excepcional maniobrabilidad. Después de la adopción del BTR-40, el gobierno soviético retiró los BA-64 restantes y los exportó como ayuda militar a diversos países. En servicio germano-oriental, fueron la base del Garant 30k SK-1. Los BA-64 norcoreanos fueron empleados contra las fuerzas estadounidenses y británicas durante la Guerra de Corea.

## Historia y desarrollo
Durante la década de 1930, la Unión Soviética dedicó mucho esfuerzo y financiamiento al desarrollo de automóviles blindados medios o pesados con seis ruedas. Una principal desventaja de tales vehículos era su falta de tracción a las seis ruedas, lo cual limitaba su empleo en carreteras. En 1940, el Directorado Principal de las Fuerzas Blindadas Soviéticas (GABTU) emitió una orden para nuevos modelos de automóviles blindados que pudiesen operar eficazmente a campo través y tuviesen chasis con tracción a todas sus ruedas. Esto impulsó el desarrollo de varios modelos nuevos 4x4, tales como el LB-62 y el BA-NATTI. Aunque estos fueron los primeros automóviles blindados soviéticos con tracción a las cuatro ruedas, ninguno entró en servicio con el Ejército Rojo debido a su excesivo peso, alto consumo de combustible y escasa autonomía.
Durante la Operación Barbarroja, las rápidas ofensivas alemanas en Ucrania y Rusia occidental interrumpieron temporalmente los nuevos proyectos militares, ya que la mayoría de fábricas soviéticas que producían vehículos blindados fueron obligadas a evacuar sus instalaciones y reiniciar sus operaciones al este de los Urales. La GAZ fue una de las pocas excepciones a la regla, debido a que estaba ubicada al este de Moscú. Su contribución al esfuerzo de guerra soviético inicial fue estratégicamente vital, ya que podía seguir fabricando vehículos para reemplazar las masivas pérdidas que encaraba el Ejército Rojo mientras que el resto de las industrias de defensa locales luchaban por reubicarse y reorganizarse. La GAZ incrementó su producción y ensamblaje de tanques ligeros, además de seguir produciendo camiones militares. Como el programa para producir en masa un nuevo automóvil blindado con tracción a las cuatro ruedas había sido interrumpido por la invasión alemana, la tarea de investigar posibilidades al respecto también recayó en la GAZ.
El 17 de julio de 1941, los técnicos de la GAZ empezaron el trabajo de diseño de un nuevo automóvil blindado designado como Izdeliye 64-125, empleando como base para su construcción y diseño un chasis comercial ya existente. Esto se hizo para asegurar que el proceso de producción pudiese llevarse a cabo de forma económica y rápida. Después de cierta deliberación, se eligió al jeep GAZ-64 como base para el Izdeliya 64-125. Esta chasis era considerado ideal debido a su corta batalla, excelente altitud y al hecho que sus piezas mecánicas ya estaban siendo producidas en serie. El Izdeliye 64-125 casi no se parecía a lo que más tarde sería el BA-64; se parecía más a un BA-20 acortado.
El 23 de agosto de 1941, el Ejército Rojo exhibió cerca de Moscú un SdKfz 221 capturado. Se les permitió a Vitaliy Grachev y a otros ingenieros de la GAZ inspeccionar el vehículo; un mes después, Grachev logró que fuese llevado a la fábrica GAZ para ser analizado detalladamente. Grachev quedó impresionado por el muy faceteado blindaje del SdKfz 221, que estaba angulado para lograr un rebote máximo, por lo que ordenó que se incorporase una carrocería similar en el Izdeliye 64-125. A fines de noviembre, la GAZ ensambló los primeros tres prototipos equipados con la nueva carrocería. Las pruebas de campo con el Ejército Rojo empezaron el 9 de enero de 1942. El Izdeliye 64-125 fue aceptado en servicio el 14 de marzo de 1942 con la designación BA-64.
El BA-64 inicialmente estaba armado con una sola ametralladora ligera Degtiariov de 7,62 mm, montada en una torreta abierta. La ametralladora estaba montada sobre un afuste fijo que le permitía elevarla lo suficiente para atacar aviones en vuelo rasante. Los BA-64 empezaron a ser suministrados en grandes cantidades a las unidades soviéticas a inicios de 1943. Por las mismas fechas se creó una escuela de conducción especializada para entrenar a los conductores del BA-64. Por motivos que todavía no están aclarados, en 1942 solamente se produjeron 50 automóviles blindados de este tipo y la producción en masa no empezó hasta el primer semestre de 1943, cuando se produjeron más 1.000. Incluso después de 1943, las cifras de producción nunca fueron consistentes y podían tener grandes fluctuaciones anuales debido a prioridades más urgentes en la GAZ y unos cuantos defectos técnicos del chasis del GAZ-64 que debían ser resueltos.
Los BA-64 fueron singulares, porque eran los únicos automóviles blindados soviéticos de nuevo diseño que se produjeron durante la Segunda Guerra Mundial. Tenían mejor blindaje, velocidad, autonomía y capacidad todoterreno que cualquier otro vehículo de combate de infantería sobre ruedas en servicio soviético, aunque debido a las limitaciones del chasis solamente podían llevar una sola ametralladora ligera. Al contrario de los automóviles blindados pesados BA-6 y BA-20, que estaban armados con un cañón antitanque, el BA-64 no fue considerado adecuado para combatir en primera línea contra vehículos blindados alemanes. Sin embargo, fue ampliamente utilizado para transportar oficiales, enlace, reconocimiento y otras tareas secundarias en el campo de batalla.
En septiembre de 1943, la producción del GAZ-64 fue sobrepasada por la del jeep mejorado GAZ-67B, que tenía una mayor batalla. En consecuencia, el BA-64 fue modificado para aceptar el nuevo chasis. Esta alteración demostró ser una importante mejora para el BA-64, que era notoriamente inestable en pendientes debido a su estrecha vía y su chasis algo pesado en su parte superior; la vía más ancha del GAZ-67B incrementó el ángulo lateral del vehículo a 25°. El BA-46 modificado fue designado BA-64B por el gobierno soviético. Otras mejoras menores incluían troneras, una mayor variedad de armamento y un nuevo carburador con mejor desempeño al usar combustible de baja calidad. La mayoría de los BA-64B continuaron siendo equipados con la misma torreta y la ametralladora de 7,62 mm de la serie original; sin embargo, los soldados soviéticos retiraron algunas de las torretas originales de los BA-64B y las reemplazaron con fusiles antitanque PTRS-41 o cañones automáticos alemanes 2 cm KwK 30 capturados. Otra modificación de campo más amplia consistía en retirar la torreta e incluso una parte de la mitad superior de la carrocería, así como añadirle un parabrisas recuperado de los Volkswagen Schwimmwagen capturados. Esto transformaba al BA-64 en un automóvil de mando sin techo.
En 1944, la GAZ produjo una variante del BA-64B equipada con una torreta más grande y armada con una ametralladora pesada DShK de 12,7 mm. Aunque esto mejoró mucho la potencia de fuego del vehículo, la torreta era insuficiente para poder rotar adecuadamente la voluminosa ametralladora y no había suficiente espacio en la carrocería para almacenar cintas de cartuchos calibre 12,7 mm. Solo se fabricó un pequeño lote. Otra variante inusual, el BA-64ZhD, fue producida usando viejas carrocerías de BA-64 sobrantes, pero montadas sobre un chasis de GAZ-67. Tenía ruedas ferroviarias de acero con resalte, que le permitían patrullar a lo largo de vías de ferrocarril.
La producción del BA-64B se redujo severamente hacia el final de la Segunda Guerra Mundial, ya que el Ejército Rojo no tenía interés alguno en mantener tales cantidades de nuevos automóviles blindados. Los últimos 62 BA-64B fueron fabricados a mediados de 1946. Entre 1942 y 1946, se produjeron en la Unión Soviética aproximadamente 9.110 BA-64 de todas las variantes. De esa cantidad, casi la mitad estaban equipadas con radios, principalmente el modelo RP, que era inferior al modelo 71-TK empleado a bordo de los automóviles blindados pesados soviéticos.
Después de la guerra, el interés soviético en vehículos de combate de infantería sobre ruedas cambió hacia los transportes blindados de personal (TBP). Los generales soviéticos deseaban vehículos blindados capaces de mantener la marcha de los tanques y que sean capaces de transportar soldados al combate. En una fecha tan temprana como mediados de marzo de 1943, la GAZ desarrolló una variante TBP del BA-64B, el BA-64E, que podía llevar seis pasajeros. Este vehículo no tenía techo y los pasajeros bajaban a través de una puerta posterior. El BA-64E fue rechazado por ser demasiado pequeño para un TBP efectivo; sin embargo, varias de sus características fueron incorporadas más tarde a un nuevo diseño más capaz que combinaba los papeles tradicionales de un automóvil blindado y un camión militar: el BTR-40.
La GAZ fabricó piezas de repuesto para la flota de BA-64 hasta 1953, el último año en que estuvo en servicio con las Fuerzas Armadas soviéticas. Después el BA-64 fue superado por el BTR-40 y a su vez por el BRDM-1. Todos los vehículos restantes fueron almacenados como reserva y algunos fueron gradualmente descartados como ayuda militar a los estados aliados de la Unión Soviética, especialmente Corea del Norte. Antes de ser exportados, los BA-64 almacenados fueron reacondicionados en los mismos talleres encargados del mantenimiento de los vehículos de la serie BTR.

## Historial de combate
Los primeros BA-64 que se produjeron fueron desplegados en el Frente del Don en 1942. Sin embargo, grandes cantidades fueron operadas por las unidades soviéticas en el Frente de Vorónezh y el Frente de Briansk desde mediados y hasta el finales de 1943. Los BA-64 también participaron en las fases finales de la Batalla de Stalingrado. Durante las largas marchas por carretera, sus tripulantes reemplazaban los neumáticos todoterreno con neumáticos estándar para ahorrar combustible. Estos automóviles blindados fueron desplegados durante las ofensivas soviéticas en Austria, Alemania, Hungría y Rumania, siendo ampliamente utilizados durante la Segunda batalla de Kiev y la Batalla de Berlín. Además, la Unión Soviética donó ochenta y un BA-64B al Ejército Popular Polaco y diez al 1.er Cuerpo de Ejército checoslovaco. Los BA-64B checoslovacos fueron empleados en la Batalla de Praga de 1945.
Un batallón de vehículos blindados BA-64, al mando del Teniente coronel Alexander Kapustin, participó el 24 de junio de 1945 en el histórico Desfile de la Victoria en la Plaza Roja de Moscú.
Desde los inicios y hasta mediados de la década de 1950, los antiguos BA-64 fueron suministrados a varios países aliados de la Unión Soviética en Europa del Este y Asia, como por ejemplo Bulgaria, Alemania Oriental, República Popular de Rumanía, Albania, Corea del Norte y China. Después también se suministraron pequeñas cantidades a Yugoslavia. Los BA-64 norcoreanos se enfrentaron a las fuerzas terrestres del Mando de las Naciones Unidas durante la Guerra de Corea, donde fueron apodados "Bobby" por los soldados estadounidenses. Esto parece haber sido un calco de "Bobik", el apodo ruso del automóvil blindado.
El último país del que se conoce haber recibido los BA-64 para sus Fuerzas Armadas fue Vietnam del Norte, aunque se desconoce si estos entraron en combate durante la Guerra de Vietnam.
Para la década de 1970, los BA-64 habían sido retirados de todos los ejércitos del Pacto de Varsovia, usualmente siendo donados a grupos paramilitares tales como los Grupos de Combate de la Clase Obrera de Alemania Oriental y otras milicias obreras. Sin embargo, algunos continuaron en servicio con los ejércitos de Corea del Norte y Albania. En 2013, las Fuerzas Terrestres del Ejército Popular de Corea todavía tenían una cantidad desconocida de BA-64 almacenados como reserva.

## Descripción
El BA-64 consistía en el chasis de un jeep GAZ-64 o GAZ-67, modificado para aceptar una carrocería blindada. El chasis del jeep precisó algunas alteraciones para aceptar la carrocería; por ejemplo, los sistemas de enfriamiento, combustible y electricidad tuvieron que ser reubicados, mientras que la suspensión posterior fue reforzada para sostener el peso adicional. La suspensión consistía en ballestas adelante y atrás, mientras que la dirección estaba restringida a las ruedas delanteras. Inicialmente, la caja de cambios del BA-64 tenía una marcha atrás y tres adelante con una caja reductora de dos velocidades, aunque algunos modelos parecen haber tenido una marcha atrás y cuatro adelante sin caja reductora.
Todas las carrocerías de BA-64 estaban hechas de planchas de acero soldado, cuyo espesor variaba desde 15 mm en la parte frontal hasta 6 mm en los lados. Para ofrecer una protección balística máxima, la mayoría de las planchas de blindaje tenían un ángulo de aproximadamente 30°. Tanto el compartimiento de conducción como el del motor estaban situados al frente de la carrocería. Los tripulantes iban sentados en tándem, con el artillero de la torreta sentado detrás del conductor y encima de este. El compartimiento de conducción está equipado con una escotilla maciza que se abre hacia arriba. Cuando la escotilla está cerrada durante el combate, el conductor continua manejando con ayuda de un visor auxiliar triple. Este visor fue desarrollado a partir del empleado a bordo del tanque ligero T-60.
Tanto el BA-64 como el BA-64B eran prorpulsados por un motor de gasolina GAZ de cuatro cilindros, que tenía una potencia de 50 cv a 2.800 rpm. El motor era muy fiable y conocido por operar durante largos períodos, incluso con combustible de bajo octanaje y aceite de baja calidad, con un mantenimiento mínimo. En condiciones de guerra era capaz de ofrecer un buen servicio operativo por más de 15.000 km sin necesidad de reparaciones mayores. El BA-64 podía ser equipado con los neumáticos de combate antibala GK, aunque estos incrementaban el consumo de combustible y reducían la velocidad en carretera a 40 km/h. Los mecánicos del Ejército Rojo usualmente instalaban los neumáticos estándar del automóvil civil GAZ-M1 al BA-64 cuando era empleado en escolta de convoyes, marchas a larga distancia por carretera y tareas en la retaguardia.
La serie BA-64 estaba equipada con una torreta abierta estándar, armada con una ametralladora lgiera de 7,62 mm montada sobre un afuste de pedestal en su lado derecho. El afuste de la ametralladora fue diseñado para una elevación máxima, por lo que podía atacar aviones en vuelo rasante o soldados en los pisos superiores de un edificio durante combate urbano. Una pequeña cantidad de BA-64 fueron equipados con una ametralladora pesada de 12,7 mm, montada en una torreta abierta más grande. Este modelo incluía blindaje adicional en el techo de la carrocería. Las armas de los tripulantes, tales como grandas de mano, también eran almacenadas dentro de la carrocería del vehículo.
Al BA-64 se le hicieron algunas modificaciones mínimas y dio origen al BA-64B. Mientras que los cambios más notorios fueron el nuevo carburador y la vía más ancha, los siguientes modelos del BA-64B también incluyeron troneras, escudos cilíndricos de chapa de acero para los tubos de escape, una toma de aire adicional sobre el compartimiento del motor y una toma de aire para el compartimiento de conducción sobre el techo de la carrocería.

## Variantes

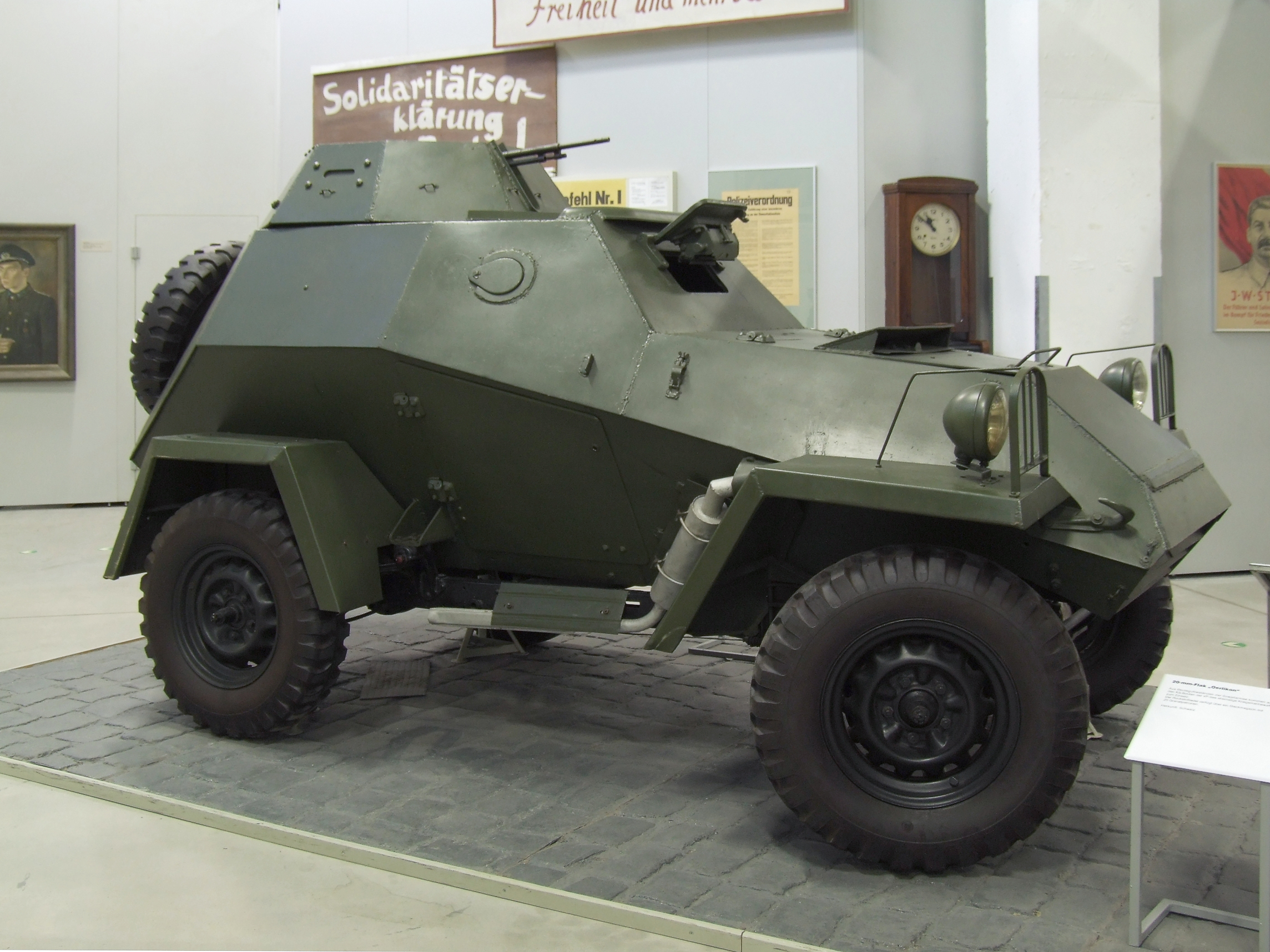
El BA-64B del Museo de historia militar del Bundeswehr, Dresde.

- BA-64: Modelo de serie estándar producido desde 1942 hasta 1943, construido sobre el chasis de un jeep GAZ-64. Iba armado con una sola ametralladora ligera Degtiariov de 7,62 mm, montada dentro de una torreta abierta.[2]
- BA-64B: Modelo de serie estándar producido desde 1943 hasta 1946, construido sobre el chasis de un jeep GAZ-67 e incorporando un nuevo carburador, tomas de aire y troneras.[2] Iba armado con una sola ametralladora ligera Degtiariov de 7,62 mm, montada dentro de una torreta abierta.[2]
- BA-64D: Variante para fuego de apoyo del BA-64B, armado con una sola ametralladora pesada DShK de 12,7 mm montada dentro de una torreta abierta agrandada.[5]
- BA-64-126: Variante de automóvil de mando sin torreta, no pasó de la etapa de concepto. Albergaba un conductor y dos pasajeros[2] Un vehículo muy parecido fue creado de forma independiente por el Ejército Rojo; esta modificación comprendía retirar no solamente la torreta, sino parte del techo del chasis. Estaba equipado con parabrisas recuperados de Volkswagen Schwimmwagen capturados.[2]
- BA-64ZhD: Vehículos para patrullaje ferroviario, cuyas ruedas eran reeemplazadas por ruedas de acero con resalte o complementadas con ruedas ferroviarias miniatura.[2] Se construyeron dos prototipos.[5] Un vehículo muy parecido fue creado de forma independiente por el Ejército Rojo mediante modificaciones de campo, incorporando ruedas de acero con resalte y empleándolo para escoltar trenes blindados.[2]
- BA-64 PTRS: Variante antitanque del BA-64, armada con un fusil antitanque PTRS-41 en lugar de su torreta.[2]
- BA-64Sh: Variante de mando del BA-64, con una superestructura elevada y un techo más alto. Fue rechazada porque no podía alojar los equipos de radio necesarios para un vehículo de mando.[2]
- BA-64Z: Variante semioruga del BA-64, con esquíes al frente y orugas en la sección posterior para navegar sobre nieve alta.[2] Fue rechazada por su alto consumo de combustible y baja velocidad.[2] También conocida como BA-64SKh.[5]
- BA-64B SG-43: Variante del BA-64B, que reemplazó la ametralladora ligera Degtiariov por una ametralladora media Goriunov SG-43 en la misma torreta.[2]
- BA-64E: Variante transporte blindado de personal sin torreta del BA-64, capaz de albergar seis pasajeros que desembarcaban a través de una puerta trasera.[2] En 1943 se construyeron nueve prototipos, los cuales entraron en combate.[2]
  - BA-64KA: Variante transporte blindado de personal sin torreta del BA-64, derivada del BA-64E. Este fue diseñado como un transporte ligero para paracaidistas y tenía una carrocería elevada muy similar a la del BA-64Sh.[2]
  - BA-64E-37: Variante antitanque y para fuego de apoyo del BA-64E. Iba armado con un cañón antitanque de 37 mm y fue diseñado como un complemento para el BA-64KA en el papel de vehículo aerotransportado.[2] Solamente se construyó un prototipo.[2]
  - BASh-64B: Variante de mando del BA-64E, que solucionó los anteriores problemas del BA-64Sh al tener suficiente espacio en la carrocería para instalar una radio transmisora.[2]
- BA-69: Un BA-64 construido sobre el chasis de un jeep GAZ-69. Solamente se creó una maqueta antes de la cancelación del proyecto.[2]

## Usuarios

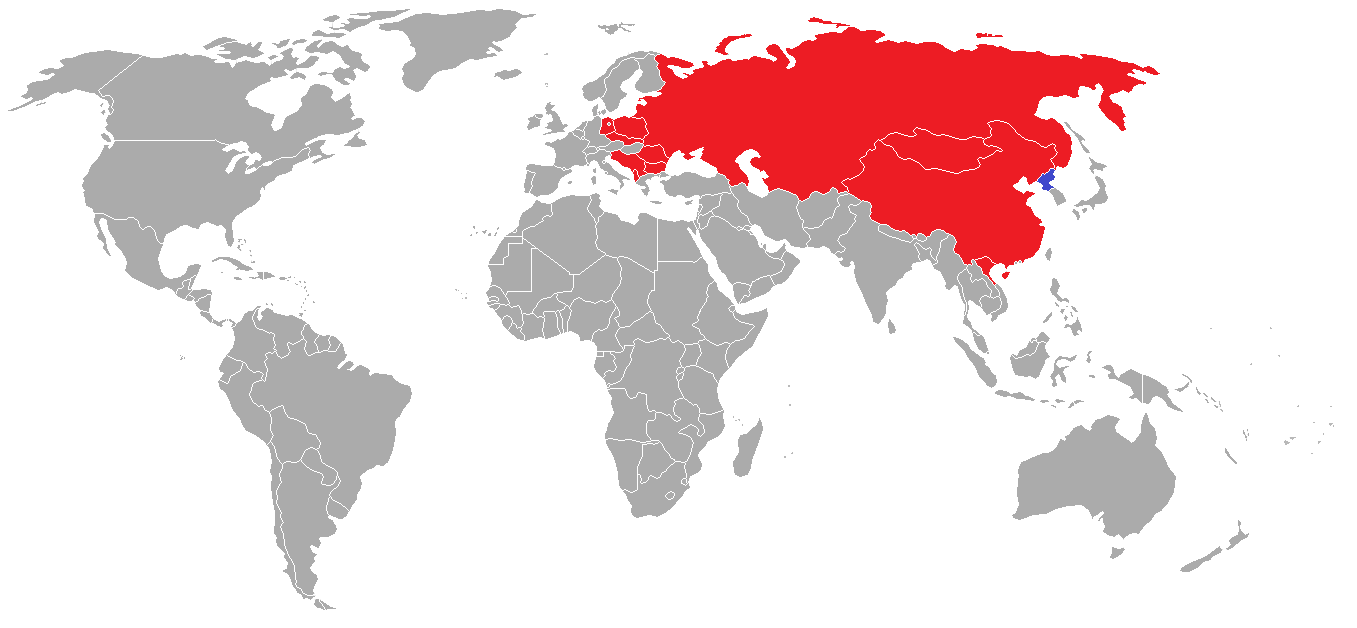
Usuarios del BA-64, en azul los actuales y en rojo los anteriores.

### Actuales
- Corea del Norte[1]

### Anteriores
- Albania[3]
- Alemania Oriental[1]
- Bulgaria[2]
- Checoslovaquia[2]
- China[1]
- Polonia[6]
- República Popular de Rumanía[2]
- Unión Soviética[6]
- Vietnam del Norte[1]
- Yugoslavia[1]